# آیین نامه‌نویسی
آیینِ نامه‌نویسی رسالهٔ کوچکی است که هدف آن فراهم آوردن الگوهایی برای دبیران بوده که چگونه در موارد و مناسبت‌های گوناگون نامه بنویسند. نگارش کتاب احتمالاً مربوط به اواخر دوران ساسانی است و از نظر سیر تحول نامه‌نگاری و ترسل در ایران در خور توجه است. این رساله در مجموعهٔ متون پهلوی به چاپ رسیده و به فارسی نیز ترجمه شده‌است.
این رساله را می‌توان به چند گروه تقسیم کرد که هر یک نیز به گروه‌های کوچک‌تری قابل تقسیم است:
- نمونهٔ یک: با نام و لقب یا القاب مخاطب و جمله‌ای دعایی آغاز می‌گردد و غالباً با دعا به مخاطب، پایان می‌پذیرد.
- نمونهٔ دو: با القاب ستایش‌آمیز آغاز می‌شود و به دنبال آن جمله‌ای دعایی و سپس نام مخاطب ذکر می‌گردد.
- نمونهٔ سه: تنها شامل القاب ستایش‌آمیز در آغاز و سپس نام مخاطب است.
- نمونهٔ چهار: نخست القاب ستایش‌آمیز ذکر می‌شود و پس از آن نام مخاطب و سپس جمله‌ای دعایی می‌آید.
- نمونهٔ پنج: با ستایش خدا آغاز می‌شود و به دنبال آن القاب ستایش‌آمیز و بعد نام مخاطب ذکر می‌گردد.
- نمونهٔ شش:  با جمله‌ای دعایی آغاز می‌شود که در آن نام و لقب  مخاطب ذکر شده‌است.  [۱]